# Karl Theodor von Heigel

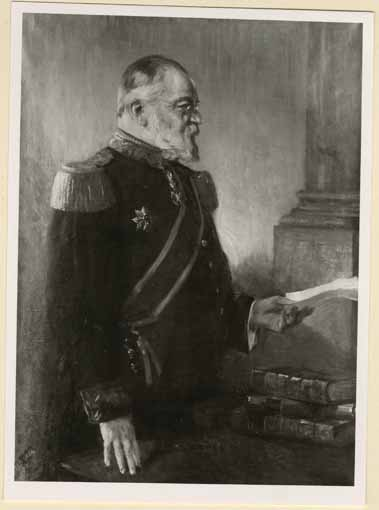
Karl Theodor von Heigel

Karl Theodor Heigel, seit 1897 Ritter von Heigel, (* 23. August 1842 in München; † 23. März 1915 ebenda) war ein deutscher Historiker und Archivar.

## Leben und Wirken
Karl Theodor Heigel, Sohn des Schauspielers am Münchner Nationaltheater August Heigel (1792–1849) und der Sängerin Helene, geborene Nössner, und Bruder des Bibliothekars und Schriftstellers Karl August Heigel (1835–1905), studierte an der Universität München. Während seines Studiums wurde er Mitglied des AGV München im Sondershäuser Verband. Er wurde 1872 am Bayerischen Hauptstaatsarchiv angestellt, habilitierte sich 1873, wurde Privatdozent für Geschichte an der Universität München, 1879 außerordentlicher Professor an der Universität, 1883 Professor der Geschichte am Polytechnikum und 1884 ordentlicher Professor der Geschichte an der Universität zu München. 1885 erfolgte seine Ernennung zum Direktor des Historischen Seminars der Universität.
Heigel war Bayerischer Staatsarchivar und Königlicher Geheimer Rat, seit 1875 Mitglied der Bayerischen Akademie der Wissenschaften und von 1904 bis 1915 deren Präsident.
Bereits 1871 wurde er mit dem Verdienstorden I. Klasse vom Hl. Michael ausgezeichnet; 1893 erhielt er das Komturkreuz II. Klasse des herzoglich-sächsisch Ernestinischen Hausordens. 1897 wurde er durch Prinzregent Luitpold mit dem Ritterkreuz des Verdienstordens der Bayerischen Krone beliehen. Damit verbunden war die Erhebung in den persönlichen Adelsstand und er durfte sich nach der Eintragung in die Adelsmatrikel Ritter von Heigel nennen. 1907 hatte er das Komturkreuz zu diesem Orden erhalten. Das Ehrenkreuz des Ludwigsordens erhielt Heigel 1900, war seit diesem Jahr auch Mitglied in der Abteilung für Wissenschaft des Maximiliansordens für Wissenschaft und Kunst und seit 1912 außerdem Inhaber des Verdienstordens vom Heiligen Michael I. Klasse. Im gleichen Jahr wurde er Ehrenbürger der Stadt München.
Der Philologisch-Historische Verein München im Naumburger Kartellverband ernannte Heigel zum Ehrenmitglied.
1904 wurde er als korrespondierendes Mitglied in die Preußische Akademie der Wissenschaften aufgenommen.

## Familie
Karl Theodor Heigel heiratete 1886 Maria Baur (* 1866), Tochter des Generalmajors a. D. Eduard Baur (1842–1884) und der Elise, geborene Reicheneder. Die Tochter Elise (* 1888) heiratete 1909 Friedrich Karl Nikolaus Endres, Mitarbeiter bei der Historischen Kommission der k.Akademie der Wissenschaften. Heigel wurde auf dem Münchner Waldfriedhof, Alter Teil (WAT) Grabnummer 39-W-12, bestattet.

## Veröffentlichungen (Auswahl)
- Der Übergang des Herzogtums Bayern von Heinrich dem Löwen auf Otto von Wittelsbach. Stuttgart 1867.
- Ludwig I. König von Bayern. Leipzig 1872.
- Kain. Frei nach Byron’s Mysterium bearbeitet von Theodor Heigel. Für Solostimmen, Chor und Orchester componirt von Max Zenger. C. W. F. Siegel, Leipzig um 1875.
- Der österreichische Erbfolgestreit und die Kaiserwahl Karls VII. Nördlingen 1877.
- Die deutschen Kaiser. Stuttgart 1880.
- Die Wittelsbacher. Eine Festschrift. München 1880.
- Aus drei Jahrhunderten. Vorträge aus der neuern deutschen Geschichte. Wien 1881.
- Münchens Geschichte 1158–1806. München 1882.
- Karl Theodor, Kurfürst von Pfalz-Bayern. In: ADB, Bd. 15, 1882, S. 250–258.
- Neue historische Vorträge und Aufsätze. München 1883
- (Hrsg.): Tagebuch Kaiser Karls VII. aus der Zeit des österreichischen Erbfolgekriegs. München 1883.
- Quellen und Abhandlungen zur neuern Geschichte Bayerns. 2 Bde., München 1884–1890.
- Nymphenburg. Eine geschichtliche Studie. Bamberg 1891.
- Der Rastatter Gesandtenmord. In: Ders.: Essays aus neuerer Geschichte. München/Stuttgart/Leipzig 1892, S. 199–217.
- Politische Hauptströmungen in Europa im 19. Jahrhundert (= Aus Natur und Geisteswelt. Bd. 129), Leipzig 1906.
- Deutsche Geschichte vom Tode Friedrichs des Großen bis zur Auflösung des alten Reiches. Bd. 2: Vom Feldzug in der Champagne bis zur Auflösung des alten Reiches (1792–1806). Stuttgart/Berlin 1911.